# Olympica Fossae
Olympica Fossae és una estructura geològica del tipus fossa a la superfície de Mart, situada amb el sistema de coordenades planetocèntriques a 26.94 ° de latitud N i 249.26 ° de longitud E. Fa 420 km de diàmetre. El nom va ser fet oficial per la UAI l'any 1985 i pren el nom d'una característica d'albedo localitzada a 17 ° de latitud N i 134 ° de longitud O.